# پایا (بویاکا)
پایا (انگلیسی: Paya, Boyacá) یک منطقهٔ مسکونی در کلمبیا است.